# Liptov

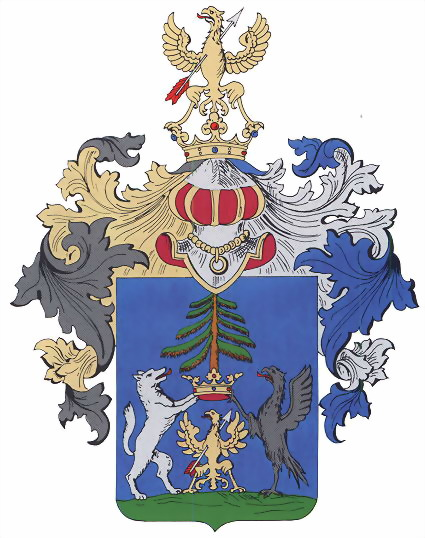
Brasão de Armas de Liptov

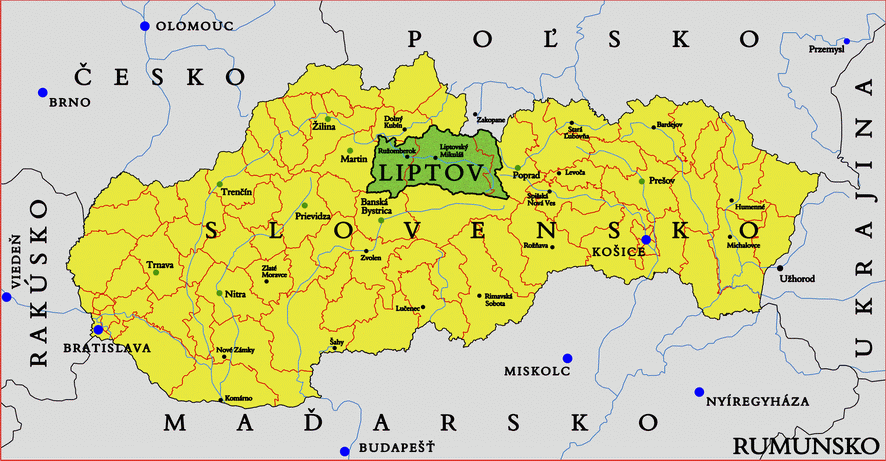
A extensão da região de Liptov dentro da atual Eslováquia.

Liptov é uma importante região histórica e geográfica localizada na parte central da Eslováquia, com cerca de 140.000 habitantes. A área também é conhecida pelo nome alemão Liptau, o polonês Liptów, o húngaro Liptó e o nome latino Liptovium.

## História
Os primeiros habitantes vieram para Liptov durante o Neolítico, cerca de 6000 anos atrás. Celtas representam um importante período de tempo de Liptov durante a Idade do Ferro. Uma antiga vila Celta pode ser vista no sítio arqueológico de Havránok perto de Liptovský Mikuláš. Os primeiros assentamentos de Eslavos em Liptov começaram aproximadamente no século VI A.C.. A primeira evidência escrita sobre Liptov surgiu em 1231 D.C. durante o governo do rei húngaro André II. A dissolução da monarquia pelo império Austro-húngaro em 1918, levou à criação da Tchecoslováquia como um sucessor do país, incluindo Liptov como uma das regiões integrantes do Estado novo. Após a dissolução da Tchecoslováquia, em 1993, Liptov tornou-se parte da atual Eslováquia.